# Yahuma
Yahuma este un oraș în  provincia Haut-Congo, Republica Democrată Congo. În 2012 avea o populație de 5 027 de locuitori, iar în 2004 avea 4 285.